# 강화중성
강화중성(江華中城)은 인천광역시 강화군 강화읍과 선원면 일원에 있는 고려후기 강도시기에 축조된 성곽이다. 휴전선 이남에 위치한 유일한 고려의 도성유적이다. 1986년 4월 1일 강화군의 향토유적 제2호로 지정되었다.

## 개요
강화중성은 고려 시대 몽골의 침략에 대항하기 위하여 수도를 강화로 천도한 이후 건립한 3개의 성곽(내성-중성-외성) 중 하나다. 강화중성은 ‘⊂’ 형태로 수도 강화를 둘러싼 토성(土城)으로, 현재 확인된 길이는 총 11.39㎞이다. 강도시기(江都時期)에 축조된 성곽 중 당시의 모습을 가장 온전히 간직하고 있어, 이 시기를 대표하는 유적으로 평가된다. 『고려사』등 문헌기록에는 중성이 1250년(고려 고종 37년)에 축조되었고, 둘레가 2,960칸이며, 17개의 크고 작은 성문이 있었다고 한다. 이후 1259년에 몽골과의 화의에 따라 성곽이 훼철된 것으로 추정된다.
강화중성의 치성은 길이 19m, 너비 4.5~4.7m, 남은 높이 1.3~2.6m인데 이는 알려진 고려 시대 성곽의 치성중 가장 큰 규모다. 치성은 성벽 축조기법과 같은 판축(版築) 방식으로 축조되었다. 석축기단을 쌓고 일정한 간격으로 나무기둥(영정주, 永定柱)을 세운 다음, 판재를 결구하여 틀을 만들어 그 안에 성질이 다른 흙을 여러 겹 다져 쌓아 완성하였다. 치성 주변에는 다량의 기와와 함께 문확석, 초석 등 문과 건물 부재로 추정되는 유물이 출토되었다.

## 참고 문헌
- 강화 중성 - 한국민족문화대백과사전
- 이 문서에는 문화재청에서 공공누리 제1유형으로 배포된 자료를 바탕으로 한 내용이 포함되어 있습니다.